# Nathan Deakes
Nathan Douglas Deakes (Geelong, 17 augustus 1977) is een Australisch snelwandelaar. Hij nam driemaal deel aan de Olympische Spelen, maar won hierbij in totaal één medaille.

## Biografie
In 1996 won hij de bronzen medaille op de wereldkampioenschappen voor junioren, als start van zijn internationale sportcarrière. Deakes won gouden medailles op de 20 km en de 50 km snelwandelen bij zowel de Gemenebestspelen 2002 als de Gemenebestspelen 2006, nadat hij bij de Gemenebestspelen 1998 al de bronzen medaille op de 20 km snelwandelen had veroverd.
Nathan Deakes deed tweemaal mee aan de Olympische Spelen, in 2000 en in 2004. In 2000 eindigde hij als achtste op de 20 km snelwandelen en als zesde op de 50 km snelwandelen. In 2004 in Athene won hij een bronzen medaille op de 20 km snelwandelen, bij de 50 km liep hij mee aan kop met Robert Korzeniowski, maar werd gediskwalificeerd.
Zijn grootste succes haalde Deakes bij de wereldkampioenschappen atletiek 2007 in Osaka, waar hij op 1 september wereldkampioen werd op de 50 km snelwandelen. Ruim een half jaar daarvoor had hij in Geelong al het wereldrecord op deze discipline overgenomen van Robert Korzeniowski. Desondanks was hij in Osaka niet als grote favoriet van start gegaan, temeer daar hij enkele dagen ervoor nog een zwaar examen in belastingwetgeving had moeten ondergaan. Toch was de Australiër vanaf de start in de kopgroep te vinden en nestelde hij zich na het 30-kilometerpunt definitief aan de kop van het veld. Hoewel in de laatste vijf kilometer de Fransman Yohann Diniz nog 30 seconden op hem inliep, hield Deakes zich staande en finishte in 3:43.53, 29 seconden vóór Diniz.
Een jaar later raakte hij zijn wereldrecord op de 50 km snelwandelen alweer kwijt. Op 11 mei 2008 realiseerde Denis Nizjegorodov bij de tweejaarlijkse Wereldbeker snelwandelen, gehouden in het Russische Tsjeboksary, een tijd van 3:34.14. De 27-jarige Rus was overigens al sinds 2004 in het bezit van de snelste tijd ooit op dit onderdeel gelopen, maar deze tijd werd nooit als wereldrecord erkend vanwege het ontbreken van een dopingtest. Ook die tijd liep hij in Tsjeboksary.
Door een hamstringblessure moest Deakes de Olympische Spelen van 2008 aan zich voorbij laten gaan. Deze zelfde blessure zorgde er ook voor dat hij de wereldkampioenschappen van Berlijn een jaar later moest missen. Na deze jaren van blessures kon Deakes in 2011 weer wedstrijden snelwandelen en kwalificeerde hij zich voor de 50 km snelwandelen bij de wereldkampioenschappen in Daegu. Hij behaalde bij deze wedstrijd echter niet de finish.
In 2012 eindigde hij op een 22e plaats bij de Olympische Spelen van Londen. Met een tijd van 3:48.45 finishte hij ruim tien minuten achter de winnaar Sergej Kirdjapkin, die met 3:35.59 het olympisch record verbeterde. 
Nathan Deakes studeert "law and commerce" aan de Universiteit van Canberra.

## Titels
- Wereldkampioen 50 km snelwandelen – 2007
- Kampioen Gemenebestspelen 10 km snelwandelen – 2006
- Kampioen Gemenebestspelen 20 km snelwandelen – 2006
- Kampioen Gemenebestspelen 50 km snelwandelen – 2002, 2006
- Australisch kampioen 20 km snelwandelen – 2002, 2003, 2004, 2005, 2006
- Australisch kampioen 30 km snelwandelen – 2006
- Australisch kampioen 50 km snelwandelen – 2005

## Persoonlijke records
| Onderdeel             | Prestatie       | Datum            | Plaats    |
| --------------------- | --------------- | ---------------- | --------- |
| 3000 m snelwandelen   | 11.17,91        | 6 november 2003  | Melbourne |
| 5000 m snelwandelen   | 18.45,19        | 9 maart 2006     | Melbourne |
| 10.000 m snelwandelen | 38.44,87        | 8 februari 2002  | Canberra  |
| 10 km snelwandelen    | 38.10           | 9 juni 2001      | Krakau    |
| 20.000 m snelwandelen | 1:19.48,1       | 4 september 2001 | Brisbane  |
| 20 km snelwandelen    | 1:17.33         | 23 april 2005    | Cixi      |
| 30 km snelwandelen    | 2:05.06         | 28 augustus 2006 | Hobart    |
| 35 km snelwandelen    | 2:36.02         | 3 september 2011 | Daegu     |
| 50 km snelwandelen    | 3:35.47 (ex-WR) | 6 december 2006  | Geelong   |

## Palmares

### 10 km snelwandelen
- 1996:  WJK - 41.11,44
- 2006:  Gemenebestspelen - 39.36

### 20 km snelwandelen
- 1997: 5e Universiade - 1:28.04
- 1997: 53e Wereldbeker - 1:23.58
- 1999: 7e WK - 1:25.26
- 2000: 8e OS - 1:21.03
- 2001: 4e WK - 1:20.55
- 2004:  Wereldbeker - 1:19.11
- 2004:  OS - 1:20.02
- 2006:  Gemenebestspelen - 1:19.55
- 2006: 5e Wereldbeker - 1:19.37

### 50 km snelwandelen
- 2000: 6e OS - 3:47.29
- 2004: DSQ OS
- 2002:  Gemenebestspelen - 3:52.40
- 2006:  Gemenebestspelen - 3:42.53
- 2007:  WK - 3:43.53
- 2012: 22e OS - 3:48.45

## Onderscheiding
- Australisch sporter van het jaar - 2006

1976 Veniamin Soldatenko ·
1983: Ronald Weigel ·
1987: Hartwig Gauder ·
1991: Aleksandr Potasjov ·
1993: Jesús Ángel García ·
1995: Valentin Kononen ·
1997: Robert Korzeniowski ·
1999: Ivano Brugnetti ·
2001: Robert Korzeniowski ·
2003: Robert Korzeniowski ·
2005: Sergej Kirdjapkin ·
2007: Nathan Deakes ·
2009: Sergej Kirdjapkin ·
2011: Sergej Bakoelin ·
2013: Robert Heffernan ·
2015: Matej Tóth ·
2017: Yohann Diniz ·
2019: Yusuke Suzuki